# Favosipora rosea
Favosipora rosea är en mossdjursart som beskrevs av Gordon och Taylor 200. Favosipora rosea ingår i släktet Favosipora och familjen Densiporidae. Inga underarter finns listade i Catalogue of Life.